# Навара
 Тази статия е за автономната област в Испания.  За историческото кралство вижте кралство Навара.  За модала автомобили вижте Нисан Навара.
Навара (на испански: Navarra; на баски: Nafarroako Foru Komunitatea) от 1979 г. е автономна област в Испания. Тя е част от историческата област, известна като Страна на баските. Обхваща една провинция.

## История
Днешната испанска област Навара представлява само половината от средновековното кралство Навара – Горна Навара; другата половина на историческата държава – Долна Навара, разположена на северния склон на Пиренеите – днес влиза в състава на Франция (департамент Пирене Атлантик).

## География
Навара граничи на север с Франция, на изток с автономните области Арагон, на юг с Ла Риоха и на запад с Баския.
Формирана е от 265 села и 7 града, и има 611 114 жители (2008), от които около половината живеят в столицата Памплона (193 328 жители) и половината в градската ѝ агломерация (300 000 жители).

## Език
В Навара са образувани 3 езикови зони: баскоговореща, небаскоговореща (в която се говори испански) и средна (в която се говори испански и баски).
В баскоговорещата и в средната зони баският е съофициален език наред с испанския, а в небаскоговорещата зона баският няма никакво официално признание. Съофициалността на баския означава, че всеки гражданин има право да говори, учи и ползва обществените услуги на баски език. В цялата провинция има училища на баски и на испански.
Списъкът на 109-те населени места, в които баският е съофициален:
- Баскоговореща зона: Абаурреа Алта, Абаурреа Бая, Алсасуа, Ануе, Араиз, Араназ, Арано, Аракил, Арбижу, Аресо, Ария, Ариве, Арруазу, Бацицоа, Басабуро;а Майор, Базте;н, Бертизарана, Бетелу, Бургуете, Цйордя, Донамаре;а, Ечалър, Ечарри Араназ, Елгорряга, Ерасун, Ергоъена, Ерро, Естерабар, Езцурра, Гарайоа, Гарралда, Гоизуета, Хуарте Аракил, Имоз, Иранета, Итурен, Итурменди, Лабаъен, Лацунза, Ланз, Ларраун, Леиза, Лесаца, Оиз, Олъжагутíа, Орбайцета, Орбара, Ронцесваллес, Салдас, Сантестебан, Сумбилла, Улзама, Урдах, Урди, Урроз де Сантестебан, Вълцарлос, Вера де Бидасоа, Виллануева де Аезкоа, Янци, Зъбиета и Зугаррамърди.

- Средна зона: Абарзуза, Ansoáin, Аоиз, Арце, Атез, Барас, Бургуи, Бурлада, Цириза, Цизур, Ечарри, Ечаури, Еспърза, Естелла, Езцабарте, Гарде, Госи, Геса, Гуеселаз, Хуарте, Изаба, Иза, Изалзу, Яурриета, Юслапена, Лезаун, Лизоя, Очагавиа, Одиета, Олибар, Олза, Олло, Оронз, Ороз-Бетелу, Памплона, Пуенте ла Рейна, Ронцал, Салинас де Оро, Саррис, Узтерроз, Виденгоз, Видауррета, Виллава, Ъерри и Забалза.